# Euphorbia fanshawei
Euphorbia fanshawei ist eine Pflanzenart aus der Gattung Wolfsmilch (Euphorbia) in der Familie der Wolfsmilchgewächse (Euphorbiaceae).

## Beschreibung
Die sukkulente Euphorbia fanshawei entspringt aus einer fleischigen und knolligen Wurzel mit vielen Trieben aus einem Vegetationspunkt in Bodennähe. Die ausstrahlenden Zweige sind dünn, einfach und werden bis 12,5 Zentimeter lang. An den fünf bis sechs Kanten der Zweige sind im Abstand von etwa 5 Millimeter deutliche Warzen angeordnet. An der Spitze der Warzen sind etwa 3 Millimeter großen Dornschildchen vorhanden. Es werden bis 4 Millimeter lange Dornen und sehr kleine Nebenblattdornen ausgebildet. Die stark sukkulenten Blätter werden bis 2,5 Millimeter groß.
Der Blütenstand besteht aus einzelnen und einfachen Cymen, die zweifach gegabelt sind oder nur aus einem Cyathium bestehen. Die Blütenstandstiele werden 4 bis 5 Millimeter lang. Die Cyathien erreichen einen Durchmesser von 5 Millimeter und die länglichen und gelb gefärbten Nektardrüsen berühren sich. Die deutlich gelappte Frucht wird 2,25 Millimeter lang und 3 Millimeter breit. Sie befindet sich an einem herausragenden und zurückgebogenen Stiel. Über den Samen ist nichts bekannt.

## Verbreitung und Systematik
Euphorbia fanshawei ist im Nordosten von Sambia und im Südosten von Zaire verbreitet.
Die Erstbeschreibung der Art erfolgte 1973 durch Leslie Charles Leach.